# Les Kaïra
Ne doit pas être confondu avec Racaille.
Pour plus de détails, voir Fiche technique et Distribution.
Les Kaïra est une comédie française écrite et réalisée par Franck Gastambide, sortie en salle le 11 juillet 2012. Adaptation cinématographique du programme court Kaïra Shopping, diffusé sur Canal+, Les Kaïra a remporté à sa sortie un succès commercial qui en fait le film français le plus rentable de 2012.

## Synopsis
Mousten, Abdelkrim et Momo sont amis depuis l’enfance et n'ont jamais quitté leur cité de Melun. Ils ont les mêmes problèmes : célibataires, sans motivation ni ambition. En découvrant une annonce de casting pour devenir acteur pornographique, ils pensent alors avoir trouvé un métier idéal qui leur apportera filles et argent. Le producteur qu'ils rencontrent leur demande cependant de fournir une vidéo de démonstration, pour pouvoir juger de leurs capacités. Les trois compères se mettent alors en quête d'une fille qui leur permettra de réaliser cette vidéo : leur recherche les entraîne dans des mésaventures calamiteuses.

## Fiche technique
- Titre : Les Kaïra
- Réalisation : Franck Gastambide
- Scénario : Franck Gastambide
- Musique : La Caution
- Décors : Laurent Tesseyre
- Costumes : Sandra Berrebi
- Photographie : Antoine Marteau
- Montage : Véronique Parnet
- Production : Éric et Nicolas Altmayer, Jean-Charles Felli et Christophe Tomas
- Société de production : Save Ferris Production/Mandarin
- Société de distribution : Gaumont
- Pays d'origine :  France
- Langue originale : français
- Budget : 4 millions d'euros[1]
- Format : couleur
- Durée : 98 minutes
- Date de sortie[2] :
  - France : 11 juillet 2012
- Box-office : 1 016 184 entrées. Il s'agit du film français le plus rentable de 2012[1].
- Classification :
  - Tous publics lors de sa sortie en salles.
  - Classification CSA : déconseillé aux moins de 12 ans à la télévision.

## Distribution
- Medi Sadoun : Abdelkrim
- Franck Gastambide : Mousten/Julien
- Jib Pocthier : Momo
- Alice Belaïdi : Kadija, la sœur d'Abdelkrim
- Pom Klementieff : Tia, l'ex de Warner et copine de Mousten
- Ramzy Bedia : Warner, le caïd du quartier
- Demon One : Steeve
- Ismaël Sy Savané : Ismaël
- Annabelle Lengronne : Stay
- Sissi Duparc : Sylvaine
- Anouar Toubali : le facteur et ami de Momo
- Jérôme Paquatte : le videur du Pacha Club
- Doudou Masta : l'organisateur festival rap
- François Bureloup : Bernard
- Fatsah Bouyahmed : Roger
- Katsuni : elle-même
- François Damiens : Claude Fachoune, le producteur porno
- Éric Cantona : l'entraîneur de l'équipe de foot
- Élie Semoun : lui-même
- François Levantal	: le vendeur sex-shop
- Armelle : la fille de la soirée échangiste
- Alex Lutz : l'organisateur de la soirée échangiste
- Kafka : le physio club branché
- Cut Killer : le DJ festival hip-hop
- Jean-Louis Barcelona : le physio club branché
- Mafia K'1 Fry : eux-mêmes
- Mister You : lui-même
- Rocco Siffredi : lui-même
- Sir Samuel : le bogoss antillais
- Aude Boyer : Karine, l'amie d'enfance de Tia
- Bridgette B : L'Américaine
- Patrice Quarteron : Le videur de la soirée Mafia K1fry
- Valentin[3] : Bouba, l'ours
- Ali Marhyar : Mec relou centre commercial
- Booder : Skalpel (voix)

## Bande originale
Chansons originales :
- Le Son des Kaïra : (écrit Medi Sadoun et composé par Bustafunk) / (interprété par Medi Sadoun. Feat Franck Gastambide) / Arrangements : Bustafunk / G. Baste / (générique de fin)
- Bébé pourquoi tu m'as quitté :  (écrit Medi Sadoun et composé par Bustafunk et Alexandre Prodhomme) / Arrangements : Bustafunk

Autres musiques utilisées :
- Pour Ceux interprété par Mafia K'1 Fry
- A Chaque Jour Suffit Sa Peine interprété par Nessbeal
- J'ai Pas Les Loves interprété par Sexion d'Assaut
- La Playa interprété La Clinique

## Clins d'œil
C'est Mathieu Kassovitz qui donna l'idée et l'envie aux compères de faire un film avec leurs personnages de Kaïra Shopping, en hommage le film lui fait plusieurs clins d'œil :
- La scène où Abedelkrim se regarde dans le miroir est la réplique d'une scène culte de La Haine (à l'origine une scène culte de De Niro dans le film Taxi Driver qui inspira celle de La Haine).
- Lors de la scène de l'Abribus, le nom de cet arrêt de bus est « Place Kassovitz ». Dans cette scène, Abdelkrim raconte ses exploits sexuels à ses deux copains qui refusent de le croire alors que survient un élément perturbateur : la voiture de Warner. Cette scène ressemble à une scène de La Haine lorsque les trois personnages sont sur le terrain de jeux et que Saïd raconte ses exploits; un élément perturbateur surgit aussi dans leur discussion : la voiture des journalistes.
- L'affiche du film La Haine est également visible dans l'un des appartements des protagonistes.
- Lors du générique de fin, les héros visitent le zoo de Thoiry. Dans La Haine, la scène où Vins, Hubert et Saïd se font interroger par des journalistes se termine par les cris de protestations d'Hubert, criant à ces personnes, qui pensent pouvoir visiter la cité sans descendre de leur voiture, que dans la cité, « on n'est pas à Thoiry ».
- Le fait que Moustène dit à un moment du film : « on va se retrouver en iench à Paname, on aura plus de transports pour rentrer » fait penser à la même situation que dans La Haine. En effet, dans ce film, nos trois personnages se retrouvent toute la nuit dans Paris car ils ont raté le dernier train pour rentrer.
- La participation de François Levantal incarnant le rôle du vendeur de sex shop est un clin d'œil de La Haine. De plus, les répliques de ce vendeur ressemblent à celles du personnage d'Asterix, incarné par le même acteur, dans La Haine.
- Quand les trois personnages montent les escaliers du bâtiment de la partouse, le plan est filmé en plongé. Dans La Haine, quand les trois personnages sortent de chez Asterix et qu'ils descendent les escaliers, le plan est en contre-plongée.
- Dans la scène dans le train, Moustène et Abdelkrim mettent une tape sur la tête de Momo. Celui-ci leur dit d'arrêter mais les autres répondent que ce n'est pas eux. Alors Momo répond « Alors c'est qui ?!!!! ». Cette scène fait référence à La Haine quand le gamin raconte quelque chose qu'il a vu à la télé alors que Saïd lui jette des cailloux. Le garçon, au bout d'un moment, lui ordonne d'arrêter mais Saïd nie. Il lui répond aussi "Alors c'est qui?!!!!". À noter que cette scène peut faire penser à la scène finale du film de Mathieu Kassovitz qui se passe aussi dans le train quand ils rentrent de Paris.
- La scène où les trois personnages principaux traversent la cité et qu'il discutent de leur future carrière fait penser à La Haine quand Vinz raconte sa soirée au milieu des émeutes.
  - La scène de la boîte de nuit peut être un remake de La Haine quand le gars tire sur le videur d'une boîte dans Paris.
  - Par ailleurs, la scène où Abdelkrim n'arrive pas à démarrer sa voiture fait référence au Court métrage de Mathieu Kassovitz, Cauchemar Blanc.
- Un clin d'œil est aussi fait à un épisode culte du dessin animé Les Lascars, quand Warner frappe les poteaux d'éclairage public à coup de tibia.

La présence d'Éric Cantona n'est pas anodine ; il avait déjà participé à une publicité pour Pepsi avec les Kaïra.

## Distinctions
- Trophées du Film français 2013 : Trophée de la première œuvre